# London-Marathon 2011
| 31. London-Marathon    | 31. London-Marathon                    |
| ---------------------- | -------------------------------------- |
| Stadt                  | London, Vereinigtes Königreich         |
| Datum                  | 17. April 2011                         |
| Distanz                | 42,195 Kilometer                       |
| Sieger                 |                                        |
| Männer                 | Emmanuel Kipchirchir Mutai (2:04:40 h) |
| Frauen                 | Mary Jepkosgei Keitany (2:19:19 h)     |
| ← London-Marathon 2010 | London-Marathon 2012 →                 |
| Website                | Offizielle Website                     |

Der London-Marathon 2011 war die 31. Ausgabe der jährlich stattfindenden Laufveranstaltung in London, Vereinigtes Königreich. Der Marathon fand am 17. April 2011 statt und war der erste World Marathon Majors des Jahres.
Bei den Männern gewann Emmanuel Kipchirchir Mutai in 2:04:40 h und bei den Frauen Mary Jepkosgei Keitany in 2:19:19 h.

## Ergebnisse

### Männer
| Platz | Athlet                     | Land       | Zeit (h)   |
| ----- | -------------------------- | ---------- | ---------- |
| 01    | Emmanuel Kipchirchir Mutai | Kenia      | 2:04:40 CR |
| 02    | Martin Kiptoo Lel          | Kenia      | 2:05:45    |
| 03    | Patrick Makau Musyoki      | Kenia      | 2:05:45    |
| 04    | Marílson dos Santos        | Brasilien  | 2:06:34    |
| 05    | Tsegay Kebede              | Äthiopien  | 2:07.48    |
| 06    | Jaouad Gharib              | Marokko    | 2:08:26    |
| 07    | Abderrahime Bouramdane     | Marokko    | 2:08:42    |
| 08    | Dmitri Safronow            | Russland   | 2:09:35    |
| 09    | Bat-Otschiryn Ser-Od       | Mongolei   | 2:11:36 NR |
| 10    | Michael Shelley            | Australien | 2:11:38    |

### Frauen
| Platz | Athletin                  | Land        | Zeit (h)   |
| ----- | ------------------------- | ----------- | ---------- |
| 01    | Mary Jepkosgei Keitany    | Kenia       | 2:19:19    |
| 02    | Lilija Schobuchowa        | Russland    | 2:20:15 NR |
| 03    | Edna Ngeringwony Kiplagat | Kenia       | 2:20:46    |
| 04    | Bezunesh Bekele           | Äthiopien   | 2:23:42    |
| 05    | Atsede Baysa              | Äthiopien   | 2:23:50    |
| 06    | Yukiko Akaba              | Japan       | 2:24:09    |
| 07    | Irina Mikitenko           | Deutschland | 2:24:24    |
| 08    | Jéssica Augusto           | Portugal    | 2:24:33    |
| 09    | Aberu Kebede              | Äthiopien   | 2:24:34    |
| 10    | Marija Konowalowa         | Russland    | 2:25:18    |